# JourNul
JourNul est une série télévisée d'animation parodique québécoise de format shortcom créée par François Pérusse et diffusée sur TVA pendant 3 ans, de 1999 à 2001.
La série n'ayant été diffusé qu'au Canada, est néanmoins disponible sur la chaîne YouTube de François Pérusse depuis 2014.

## Synopsis
Le présentateur Sébastien Tobin présente l'actualité du jour, avec l'aide de ses reporters et invités qui ne comprennent pas forcément tout ce qui lui disent.

## Production

### Fiche technique
- Titre : JourNul
- Autre titre : Le JourNul
- Réalisation : François Pérusse
- Scénario : François Pérusse
- Pays d'origine :  Canada
- Langue : français
- Genre : shortcom
- Durée : environ 50 secondes

## Personnages principaux
- Sébastien Tobin : Présentateur du JourNul
- Tristan Direct : Journaliste tout terrain
- Oscar Aubut : Intervenant sportif
- Paula Rideau : Intervenante sur la culture
- Wilbrod Honneur : Chargé des questions économiques

Chaque personnage était doublé par François Pérusse lui-même.

## DVD
Un DVD best-of des séries JourNul et La Série du Peuple, créé par François Pérusse, est sorti en 2004.